# Distrito Histórico de Lower Woodward Avenue
El Distrito Histórico de Lower Woodward Avenue, también conocido como Merchant's Row, es un distrito residencial y comercial en el Downtown de Detroit, Míchigan. Está ubicado entre los distritos históricos de Campus Martius Park y Distrito histórico de Grand Circus Park|Grand Circus Park entre los números 1201 a 1449 de la avenida Woodward (dos cuadras entre State Street y Clifford Street) y 1400 hasta 1456 Woodward Avenue (una cuadra entre Grand River Avenue y Clifford Street). Fue incluido en el Registro Nacional de Lugares Históricos en 1999.

## Historia
El distrito histórico de Lower Woodward Avenue contiene treinta y cuatro edificios comerciales construidos a finales del siglo XIX y principios del XX, muchos de ellos por arquitectos reconocidos. En 1891, en el 1437 Woodward Avenue, se construyó el Frank & Seder Building, que fue el rascacielos más alto de la ciudad entre 1881 y 1889 .
En la década de 1920, esta zona de la ciudad era uno de los distritos comerciales más activos de la nación; en 1925, la intersección State y Woodward era la esquina peatonal más activa de Estados Unidos.
Muchos negocios famosos e históricos de Detroit comenzaron o tenían tiendas insignia en el distrito o sus alrededores, incluida la J. L. Hudson Department Store and Addition.
En 2011, Forbes Company, propietaria de centro comercial Somerset Collection en el suburbio de Troy, inauguró un grupo de minitiendas emergentes de temporada llamadas Somerset Collection CityLoft en Merchant's Row. El Elliott Building, ubicado en 1403 Woodward Ave., comenzó a remodelar en julio de 2016 y se abrió a inquilinos residenciales en diciembre de 2017.
La mayoría de las estructuras son de acero con una fachada con ventana frontal terminada con piedra rojiza, ladrillo blanco, terracota blanca o ladrillo rojo. Todos están parados de pared a pared, llenando las líneas del lote y mirando directamente a la acera. La mayoría fue diseñada para albergar comercios en el primer piso y oficinas en las plantas superiores.

## Galería

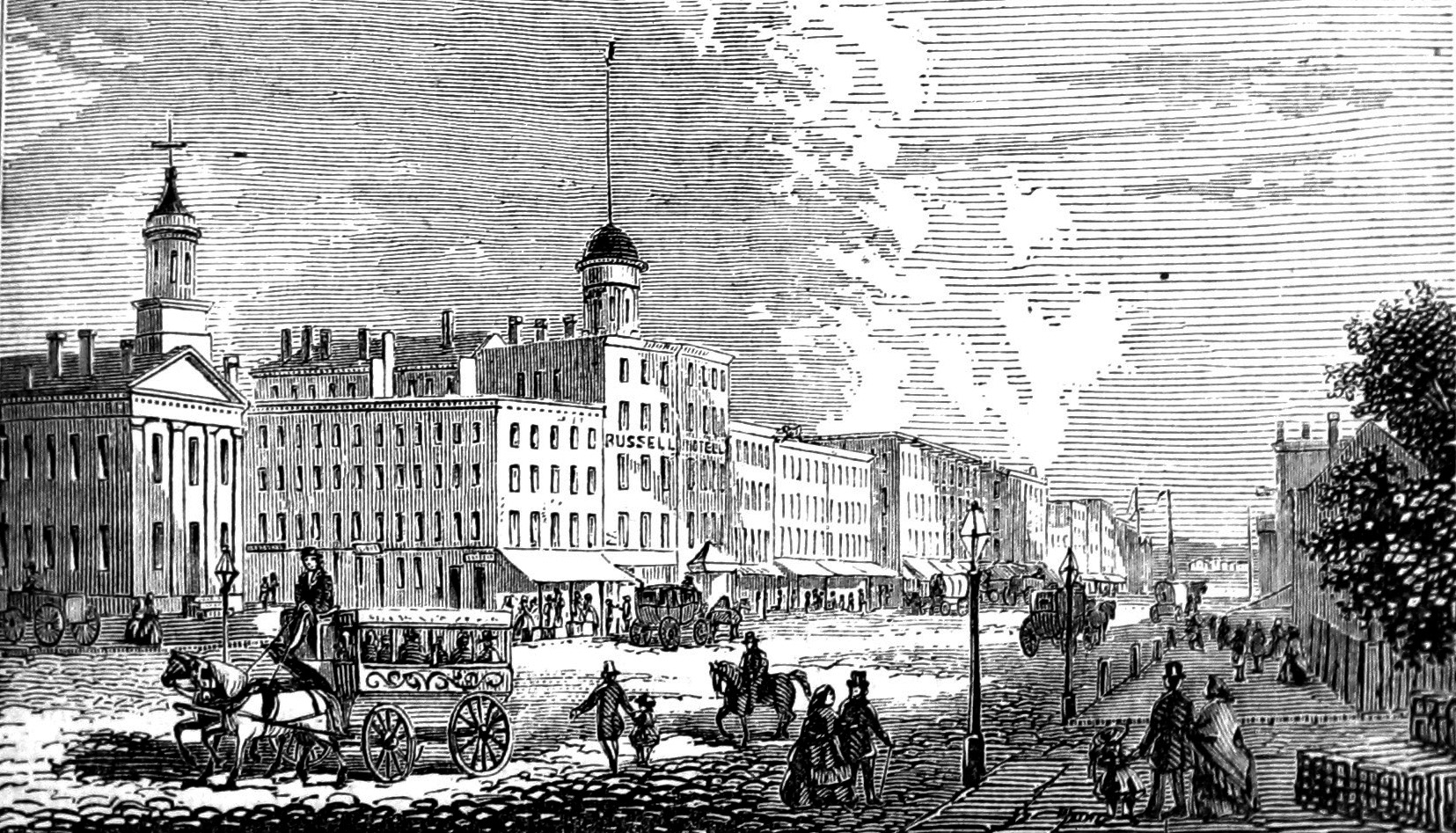
Distrito comercial de Woodward Avenue, 1865.
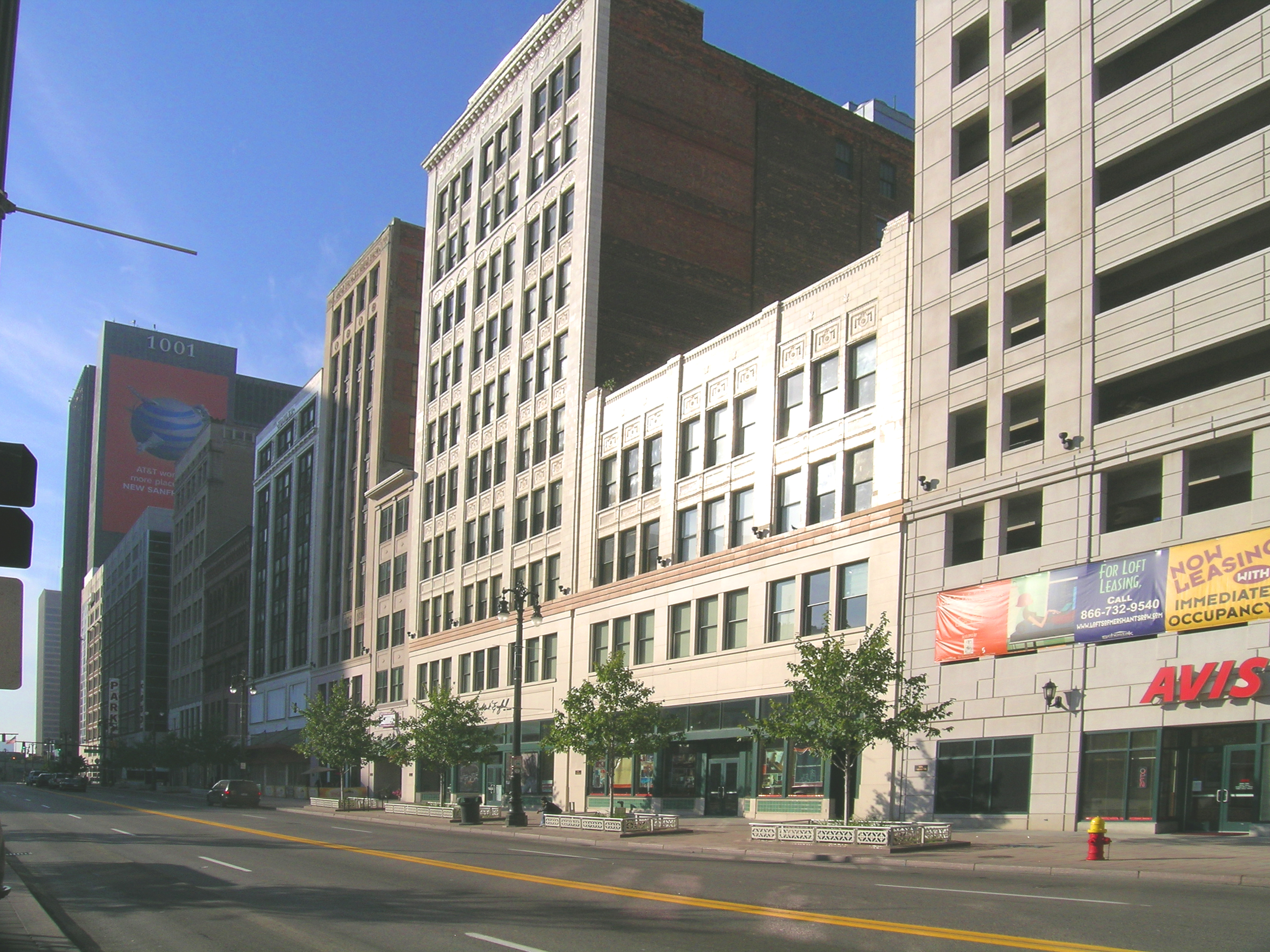
1201-1399 Woodward (State Street y Grand River Avenue).
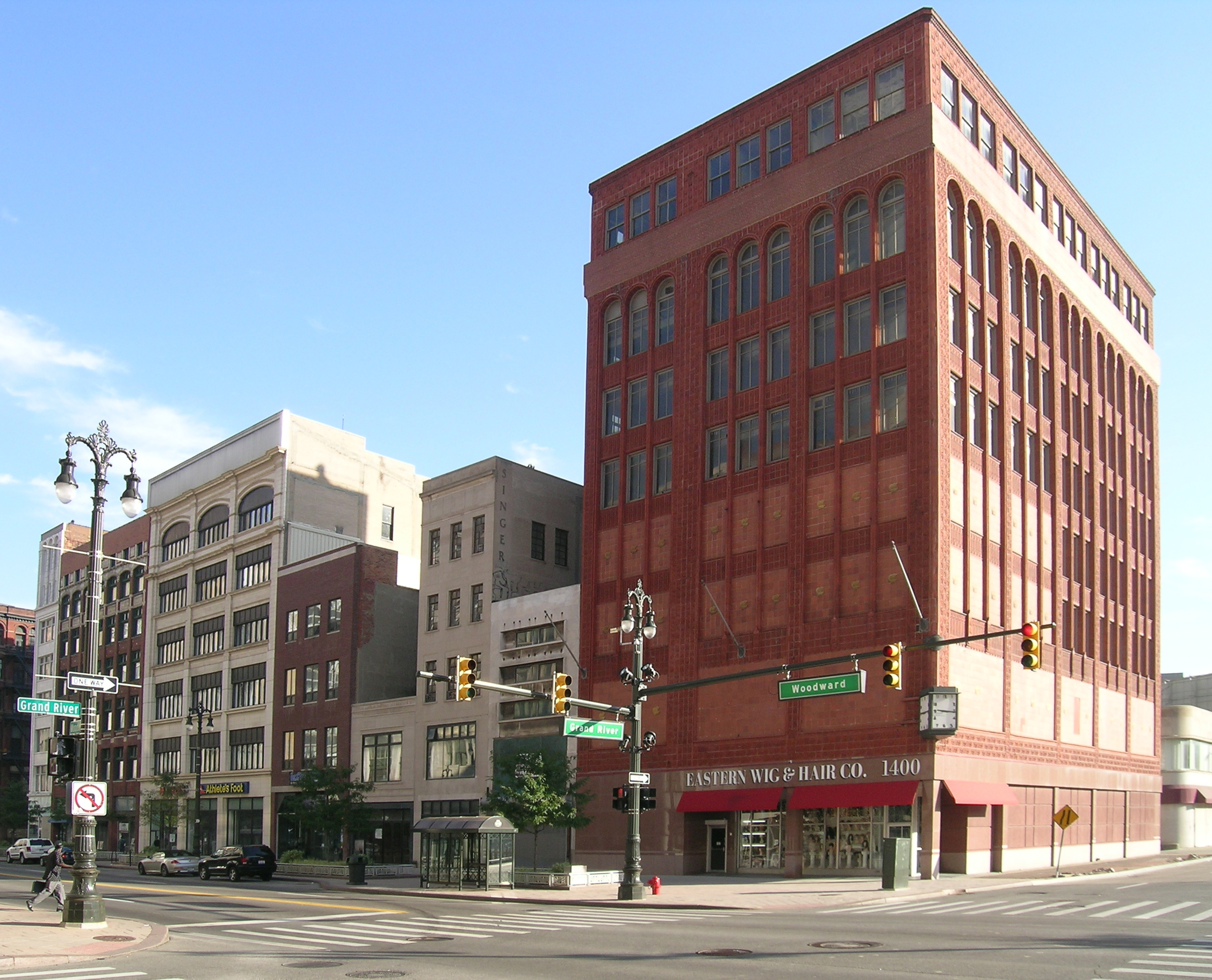
1400-1456 Woodward (entre Grand River Avenue y Clifford Street).
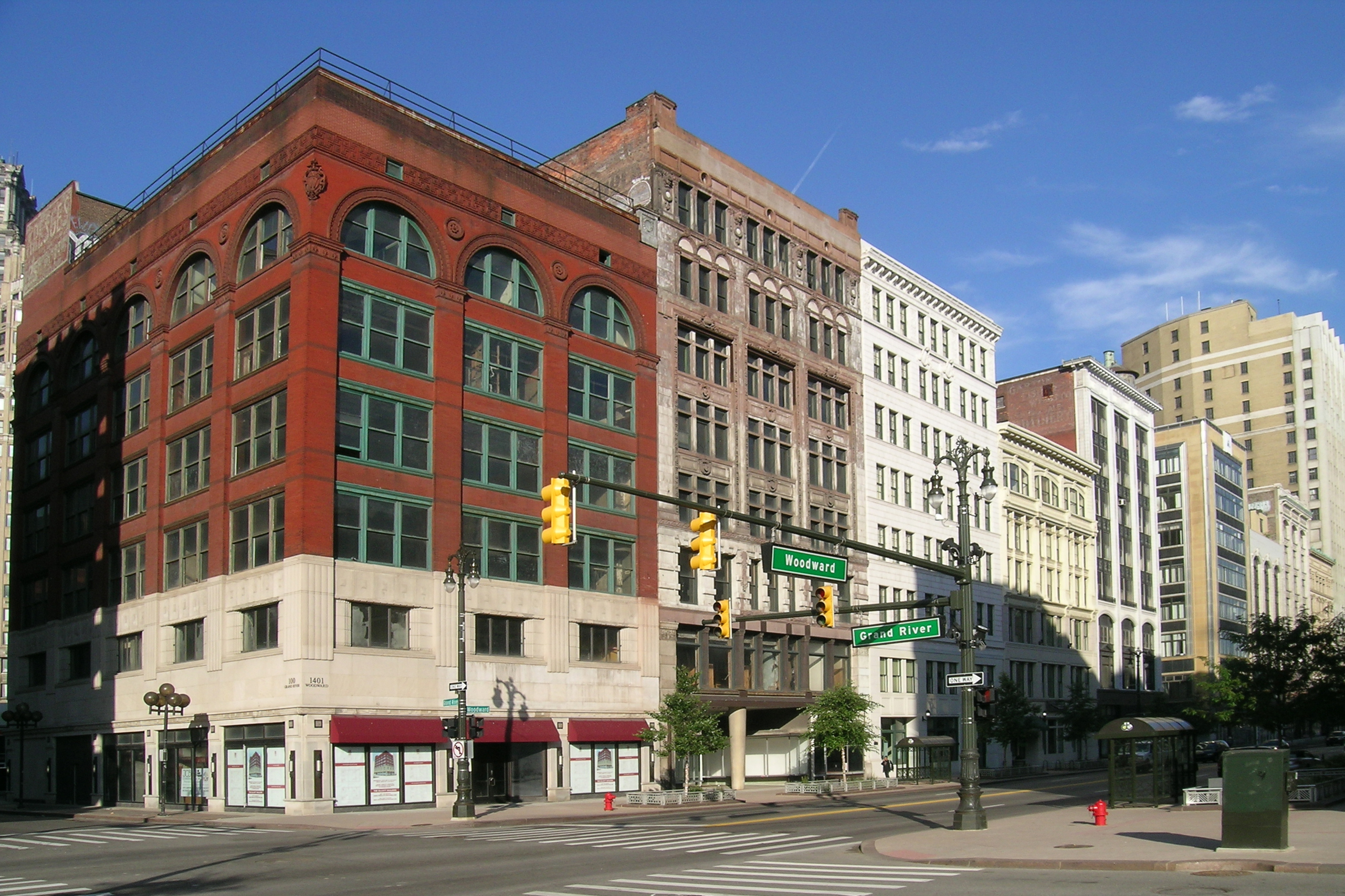
1401-1449 Woodward (entre Grand River Avenue y Clifford Street).